# Olca
Olca é um pico da Cordilheira dos Andes localizado na fronteira entre Bolívia e Chile. O seu cume atinge os 5407 metros de altitude. Trata-se de um estratovulcão que fica num tergo de 15 km que liga o Cerro Minchincha ao Paruma.